# Meniscium turrialbae
Meniscium turrialbae är en kärrbräkenväxtart som först beskrevs av Eduard Rosenstock, och fick sitt nu gällande namn av Pichi-serm. Meniscium turrialbae ingår i släktet Meniscium och familjen Thelypteridaceae. Inga underarter finns listade.